# 邓湾乡
邓湾乡，是中华人民共和国河南省信阳市淮滨县下辖的一个乡镇级行政单位。

## 行政区划
邓湾乡下辖以下地区：
邓湾村、陈台村、凡围村、龙岗村、罗营村、王台村、王寨村、小集村、新寨村、徐门村、叶台村、张祠堂村和赵店村。